# Феркашеле (комуна)
Феркашеле (рум. Fărcașele) — комуна у повіті Олт в Румунії. До складу комуни входять такі села (дані про населення за 2002 рік):
- Гімпаць (1006 осіб)
- Феркашеле (1208 осіб)
- Феркашу-де-Жос (1893 особи)
- Хотерань (969 осіб)

Комуна розташована на відстані 136 км на захід від Бухареста, 31 км на південь від Слатіни, 53 км на схід від Крайови.

## Населення
За даними перепису населення 2002 року у комуні проживали 5076 осіб.
Національний склад населення комуни:
| Національність | Кількість осіб | Відсоток |
| -------------- | -------------- | -------- |
| румуни         | 5009           | 98,7%    |
| цигани         | 65             | 1,3%     |
| угорці         | 2              | < 0,1%   |

Рідною мовою назвали:
| Мова      | Кількість осіб | Відсоток |
| --------- | -------------- | -------- |
| румунська | 5075           | > 99,9%  |
| угорська  | 1              | < 0,1%   |

Склад населення комуни за віросповіданням:
| Релігія       | Кількість осіб | Відсоток |
| ------------- | -------------- | -------- |
| православні   | 5073           | 99,9%    |
| римо-католики | 1              | < 0,1%   |
| реформати     | 1              | < 0,1%   |
| п'ятдесятники | 1              | < 0,1%   |